# 1919 في نيوزيلندا
فيما يلي قوائم الأحداث التي وقعت خلال عام 1919 في نيوزيلندا.

## سياسة

### انتهاء فترة المنصب
- 1 يناير – جون باين عضو مجلس النواب النيوزيلندي ‏.
- 1 يناير – ويليام فرازير عضو مجلس النواب النيوزيلندي ‏.

## مواليد

### يناير
- 1 يناير – برايان وارنر
- 4 يناير – جوزيف كولينز

### فبراير
- 5 فبراير – ويليام ر. نيولاند فنان نيوزيلندي.
- 10 فبراير – دوروثي فريد

### مارس
- 7 مارس – لين وايت لاعب كركيت نيوزيلندي.
- 26 مارس – هيلدا تومسون لاعبة كركيت نيوزيلندية.
- 30 مارس – روبن إم. وليامز رياضياتي نيوزيلندي.

### أبريل
- 5 أبريل – ليه مونرو فلاح نيوزيلندي.
- 14 أبريل – ليستير هارفي

### مايو
- 28 مايو – أليكس سيلفستر ليندسي موزع نيوزيلندي.

### يونيو
- 1 يونيو – ميخائيل مايلز مقدم تلفزيوني نيوزيلندي.
- 14 يونيو – جيمس ألين وارد
- 23 يونيو – روبن كاي

### يوليو
- 14 يوليو – راي دالتون لاعب اتحاد رغبي نيوزيلندي.
- 20 يوليو – إدموند هيلاري مستكشف نيوزلندي.

### سبتمبر
- 29 سبتمبر – روث دالاس كاتبة نيوزيلندية.

### أكتوبر
- 8 أكتوبر – ماك أندرسون لاعب كركيت نيوزيلندي.
- 20 أكتوبر – جون كارلسن ممثل نيوزيلندي.

## وفيات

### يناير
- 22 يناير – كاريك باول (مواليد 1893) عسكري نيوزيلندي.

### فبراير
- 24 فبراير – ألفرد فرازير (مواليد 1862) سياسي نيوزيلندي.

### مايو
- 22 مايو – آرشي دارسي (مواليد 1870)